# Israel en los Juegos Olímpicos de Atenas 2004
Israel estuvo representado en los Juegos Olímpicos de Atenas 2004 por un total de 36 deportistas, 20 hombres y 16 mujeres, que compitieron en 14 deportes.
El portador de la bandera en la ceremonia de apertura fue el judoka Ariel Zeevi.

## Medallistas
El equipo olímpico israelí obtuvo las siguientes medallas:
| Nombre      | Deporte | Competición |
| ----------- | ------- | ----------- |
| Oro         |         |             |
| Gal Fridman | Vela    | Mistral M   |
| Plata       |         |             |
| —           |         |             |
| Bronce      |         |             |
| Ariel Zeevi | Judo    | –100 kg M   |